# Marc Stegherr
Marc Stegherr (* 7. April 1968 in Ingolstadt) ist ein deutscher Slavist, Politiker und römisch-katholischer Diakon.

## Leben
Von 1993 bis 1998 studierte er Slavistik in München, Prag und Sankt Petersburg. Nach der Promotion (1998–2001) über das Russinische war er von 2001 bis 2003 Lehrbeauftragter an der Ukrainischen Freien Universität München. 2003/2004 war er landeskundlicher Berater des KFOR-Kommandeurs, Pristina/Kosovo. Seit 2006 ist er Lehrbeauftragter für südslavische Landeskunde an der Ludwig-Maximilians-Universität München. 2008 hatte er eine Dozentur am Oriel College Oxford (Geschichte Südosteuropas/Kosovo). 2010 lehrte er als Gastprofessor am George-C.-Marshall European Center for Security Studies (Politik Osteuropas, deutsche Zeitgeschichte). Seit 2011 ist er Repräsentant des internationalen und interuniversitären Netzwerks Politische Kommunikation (netPOL), eines akademischen Zusammenschlusses für die Europaregion Donau-Moldau unter Federführung der Donau-Universität Krems, und Gastprofessor für Politik- und Europawissenschaften an der Babeș-Bolyai-Universität Cluj.
Seine Forschungsinteressen sind Südslavistik, Ukrainistik/Russistik, Politik und Kulturgeschichte Osteuropas und slavische Non-Standardsprachen.
Stegherr ist Mitglied der CSU. Er war vor den Kommunalwahlen in Bayern 2020 der anfänglich vorgesehene Bürgermeisterkandidat seiner Partei für Mühldorf am Inn, musste die Kandidatur aber aus gesundheitlichen Gründen kurz vor Weihnachten 2019 zurückziehen.
Am 23. September 2023 weihte ihn Kardinal Reinhard Marx zum Ständigen Diakon der Erzdiözese München und Freising.
Stegherr ist Kolumnist der rechtskonservativen katholischen Wochenzeitung Die Tagespost und vertritt in seinen Beiträgen theologisch konservative Ansichten.
Während des Studiums wurde Stegherr Mitglied der katholischen Studentenverbindung Trifels im CV. Er ist weiterhin Ehrenphilister der KÖL Franzisco-Josephina.

## Schriften (Auswahl)
- Das Russinische. Kulturhistorische und soziolinguistische Aspekte. München 2003, ISBN 3-87690-832-9.
- mit Kerstin Liesem: Die Medien in Osteuropa. Mediensysteme im Transformationsprozess. Wiesbaden 2010, ISBN 978-3-531-17482-2.
- Abschied von der «Wiege des Serbentums»? Das Kosovo in Kultur und Politik Serbiens. Klagenfurt 2011, ISBN 978-3-902713-05-6.
- Die Renaissance der katholischen Tradition. Die Reform der Reform Benedikts XVI. und die Gemeinschaften der Tradition. Heimbach 2015, ISBN 978-3-86417-034-8.
- als Herausgeber: Humanismus ohne Gott. Zur Bedeutung der Kritik Joseph Ratzingers/Benedikts XVI. am postmodernen Relativismus. Sankt Ottilien 2017, ISBN 3-8306-7795-2.
- Der neue Kalte Krieg der Medien. Die Medien Osteuropas und der neue Ost-West-Konflikt. Wiesbaden 2018, ISBN 3-658-20434-6.